# زردپره برفی
زردپره برفی (نام علمی: Plectrophenax nivalis) نام گونه ای از تیره زردپره‌ایان است.

## نگارخانه

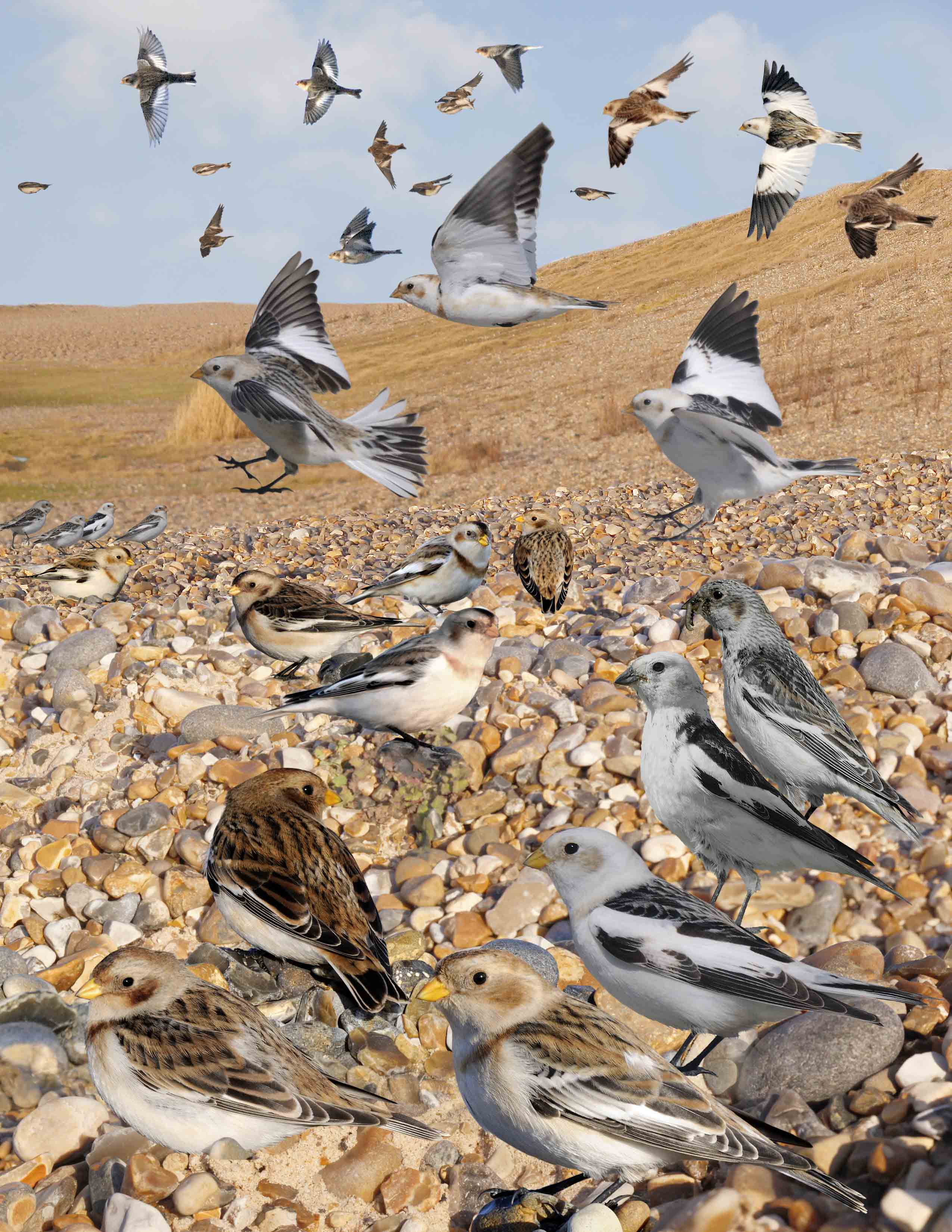